# Forcipomyia salmi
Forcipomyia salmi är en tvåvingeart som först beskrevs av Johannes Cornelis Hendrik de Meijere 1909.  Forcipomyia salmi ingår i släktet Forcipomyia och familjen svidknott.